# Найтон, Эррион
Эррион Найтон (англ. Erriyon Knighton; род. 29 января 2004, Тампа, Флорида) — американский легкоатлет, специализируется в беге на короткие дистанции. Двукратный призёр чемпионатов мира, участник летних Олимпийских игр 2020 года.

## Биография
Эррион Найтон серьёзно увлекся занятиями легкой атлетикой в 2019 году, будучи первокурсником средней школы Хиллсборо в Тампе, штат Флорида. Он неожиданно для многих специалистов пробежал 200 метров со вторым самым быстрым временем для спортсмена в возрасте до 18 лет в мировой истории, показав результат 20,33 секунды в финале на национальных юношеских играх по легкой атлетике в Сателлит-Бич, штат Флорида. Эррион также был заигран за футбольную команду Хиллсборо в качестве защитника.
На Олимпийских играх 2020 года Найтон стал самым молодым мужчиной, представлявшим Соединённые Штаты в легкой атлетике со времен Джима Рюна в 1964 году. 3 августа он финишировал первым в своем олимпийском полуфинальном забеге на 200 метров и автоматически квалифицировался в финал. В финале он финишировал четвёртым со временем 19,93 секунды.
На чемпионате мира 2022 года в Орегоне выиграл бронзу на 200-метровке с результатом 19,80.
На чемпионате мира 2023 года в Будапеште Эррион выиграл серебро в беге на 200 метров с результатом 19,75.

## Персональные рекорды
| Дисциплина | Время | Место | Дата           |
| ---------- | ----- | ----- | -------------- |
| 100 метров | 10,04 | США   | 16 апреля 2022 |
| 200 метров | 19,49 | США   | 30 апреля 2022 |